# 波斯門戰役
波斯門戰役是馬其頓王國亞歷山大大帝與波斯總督阿爾塔巴左斯之間的一場戰役。在前330年冬季，波斯本土總督阿爾塔巴左斯率領一支人數略多的軍隊防禦亞歷山大的遠征軍入侵，也是波斯帝國的背水一戰。此戰波斯軍靠著天險堅守，造成馬其頓軍無法突破，最後亞歷山大靠著當地俘虜提供資訊，利用小徑繞到波斯軍陣地後方發動襲擊，攻陷這個戰略要地。

## 背景
隨著波斯帝國接連在伊蘇斯戰役和高加米拉戰役慘遭痛擊，在前331年底亞歷山大接連奪取了巴比倫和蘇薩這兩座大城，波斯帝國喪失一半以上的國土。而亞歷山大沿著連接蘇薩到波西斯的波斯御道，向著首都波斯波利斯和舊都帕薩爾加德快速進軍，使波斯人沒有足夠的時間可以重建軍隊。加上剛於高加米拉戰役中遭到擊敗的國王大流士三世，此時正於米底亞的埃克巴坦那收拾敗兵並重組新的軍隊，於是負責本土防禦的重責就這樣落在波西斯總督阿爾塔巴左斯的肩上。阿爾塔巴左斯考量波西斯原有的部隊都葬送在高加米拉，目前自身手上的部隊並不充足也稱不上精良，考慮到亞歷山大進軍速度，他決定利用波西斯環山的地形優勢來阻礙敵人入侵。原本進入波西斯的路徑就相當有限，加上冬季的惡劣天氣使得任何條進入波西斯的道路都對入侵者而言都相當不利。
亞歷山大大帝在奪取蘇薩後繼續朝東進軍，山地部落烏克西亞人（Uxian）向亞歷山大要求過路費，這過路費就連波斯帝國諸王時期就有繳交 ，對此亞歷山大給予拒絕並在烏克西亞峽谷戰役以武力征服了他們，通過這路段。之後，他把遠征軍分成兩個部分，一半由老將帕曼紐壓著輜重沿著波斯御道朝波斯波利斯進軍，自己則帶著另一半部隊計畫通過波斯門的道路直線前往波西斯。阿爾塔巴左斯早有準備，他在波斯門這個狹小隘口修築橫牆及防禦工事，並在山上有利地形備妥軍隊、石塊和箭矢準備突襲入侵者。
當馬其頓軍隊來到波斯門後，發覺這裡已有一支波斯部隊駐守，亞歷山大命軍隊先行紮營，準備第二日再行進攻。波斯門今日被稱為倘·梅朗（Tang'e Meyran），它的谷口起初非常寬敞，兩側山地也較和緩，但隨著越深入山谷道路越狹隘，兩壁也更陡峭，直至波斯門最狹隘處僅有數公尺寬，阿爾塔巴左斯於此駐下重兵防守，並把大營立於今日谷後靠近今日村落切什梅汗·切那（Cheshmeh Chenar）的附近。

### 波斯軍人數
根據古羅馬歷史家阿里安記載，阿爾塔巴左斯擁有40,000名步兵和700名騎兵，而西西里的狄奧多羅斯則說他擁有25,000名步兵和300名騎兵，庫爾蒂烏斯所記載的數量與狄奧多羅斯的接近，同樣也是說他擁有25,000名士兵，現代多數學者多依循古代史料所提供的數字來估算波斯軍的數量，然而考慮到古希臘羅馬作家可能會幫波斯的兵力數量灌水，一些學者認為阿爾塔巴左斯很難在高加米拉慘敗後可以在短時間內可以聚集一支大軍，數量僅僅可能數千而已，《伊朗學百科全書》（Encyclopædia Iranica）甚至認為阿爾塔巴左斯軍隊的數量可能比馬其頓軍還少上許多，猜測數量可能不多於700人。

## 戰役
當亞歷山大開始率軍進入谷內時，他已設想可能會一路遭到敵軍反擊，但敵軍遲遲未現身，這讓馬其頓人略略大意。這主要是因為阿爾塔巴左斯打算誘敵深入，他直到馬其頓軍完全進入狹小谷內才發動攻擊。此時埋伏在山壁上的波斯軍突然出現，從高處向馬其頓士兵投下巨大的石塊，山上的波斯軍輕步兵也以箭矢、標槍和石塊往入侵者投去，馬其頓軍承受很大損失，他们完全无法反擊依靠有利山勢的波斯軍，亦因巨石的襲擊而無法結成盾陣來保護自己。
著急的亞歷山大見此豪無對策，只能眼睜睜看著自軍士兵紛紛倒下，且敵人的兵力絲毫無損。對亞歷山大而言這是他從軍以來首次遭遇如此困境，他立即下令吹起撤軍的號角，但馬其頓後軍不知前軍遭受的狀況仍一直前進，使得撤軍無法第一時間完成。最後，亞歷山大和他飽受襲擊的軍隊撤離距波斯門近六公里遠，直到平坦地帶才敢停下，這是相當長的距離，許多馬其頓士兵的屍體被棄置於戰場，在古希臘人的標準中這無疑是一場敗戰的象徵。這次戰鬥結果對阿爾塔巴左斯來說極為有利，如果他在波斯門成功阻礙亞歷山大進軍的話，可以幫國王大流士三世爭取更多時間重建軍隊，亦可能導致整場戰爭走向不同的結果。

### 小徑
亞歷山大相當沮喪且憤怒，他召來當地人詢問是否有其他路徑可以突破這個關口，但他們都堅持說沒有小路存在。儘管亞歷山大可以放棄波斯門這條路徑而改走其他道路入侵波西斯，但留在戰場上戰死同袍的屍體卻會成為他敗戰的汙點，他不願意承認自己戰敗。他把最近抓到的俘虜加以問話，終於找到一位呂西亞人，這位呂西亞人說他在故鄉被波斯人俘虜到這裡，於此地牧羊多年，他知道有一條小徑可以通到阿爾塔巴左斯的陣地後方。亞歷山大聽聞大喜，儘管這位呂西亞人多次強調這條小路難以行走，更不適合全副武裝的士兵使用，但亞歷山大向他保證，如果有士兵不願跟隨你前進，他會將把那位士兵逐出自己的軍隊。
接著亞歷山大在一天夜裡開始行動，他讓將軍克拉特魯斯率領一部分部隊留在營地升起足夠的營火，假裝全軍還留在大營的假象。為避免迂迴的舉動會被阿爾塔巴左斯發覺，他命克拉特魯斯盡可能搞小動作來轉移敵人注意。另外他還派遣托勒密率領一支小隊在波斯軍敗退的路徑上埋伏。安排妥當後，亞歷山大於是帶著精銳的輕裝部隊循著呂西亞人的導引，走入這條通過山區的小徑，他們翻過尖山和深雪以及許多難以行走的山谷，成功在天亮前繞到波斯軍後方。

### 夾擊
亞歷山大率軍從後方攻擊波斯軍陣地，而克拉特魯斯得到訊號後也帶著大隊向波斯門正面發動攻擊，在前後夾攻下波斯軍陷入混亂。措手不及下許多波斯軍來不及裝備好鎧甲和武器就被迫應戰，但他們仍英勇與敵人對決。
波斯人...打了一場令人印象深刻的激鬥...身上毫無武裝的他們用雙手懷抱住全副武裝的敵人，用自己的重量把敵人使勁拉倒在地上，並用對方的武器刺死許多敵人。——庫爾蒂烏斯,5.3.31-2
古羅馬作家普魯塔克也描述波斯戰士相當勇敢，甚至在伊朗傳說中，阿爾塔巴左斯的姊妹尤塔波（Youtab）她儘管身為女性，巾幗不讓鬚眉在戰場上與兄弟並肩，她英勇與敵軍奮戰直到戰死為止。眼看大勢已去的阿爾塔巴左斯，試圖組織士兵突圍，成功帶著少數部隊逃入山區，但馬其頓追兵緊追在後。阿爾塔巴左斯和殘兵往波斯波利斯逃去，當他來到城下他驚覺這座城市已背叛他，拒絕向他開啟大門，原來波斯波利斯守將梯里達底已知波斯門戰役的結果，他打算把城市獻給亞歷山大。眼看馬其頓的追兵就已快到身後，絕望地阿爾塔巴左斯帶著殘兵向馬其頓追兵發起最後的戰鬥，包括阿爾塔巴左斯在內的所有軍士都英勇戰死。隨後，波斯波利斯向馬其頓軍開城投降。

## 戰後和影響
一些現代學者認為波斯門戰役是亞歷山大入侵波斯本土時所遇到的最大挑戰。學者麥克·伍德（Michael Wood）和A. B. Bosworth皆認為此戰具有決定性，是亞歷山大獲得毫無質疑的勝利。
因溫泉關戰役和波斯門戰役包括陷落方式在內有很多相同之處，現代的一些作家認為波斯門戰役是波斯帝國版本的「溫泉關戰役」。溫泉關戰役發生在前480年的古希臘，當時古希臘人試圖利用狹小的險要地形阻擋入侵者，波斯門戰役宛如溫泉關的翻版，這裡亞歷山大遠征軍對比波斯薛西斯一世的遠征軍。此外，亞歷山大與當年溫泉關的波斯人陷入了同樣的窘境，亞歷山大是靠著熟知當地的牧羊人提供迂迴的小徑，而溫泉關是波斯人是靠著當地希臘人所告知一條秘密通道繞過關口。
阿爾塔巴左斯的敗北，標誌著亞歷山大通往波斯波利斯的道路上最後一個敵人的清除。他進入波斯波利斯城內後，命福拉索提斯（Phrasaortes）為自己的波西斯總督，并獲得了藏於波斯波利斯城內的龐大財寶，這在當代可說是最大筆的寶庫，可使亞歷山大的資產遠遠多於希臘城邦。為了回应自己軍隊中馬其頓士兵和希臘士兵的期待，也為完成報復波斯帝國的最後一步，他讓軍隊洗劫這座富裕的城市，使許許多多的男性居民都遭到殺害，女人則被貶為奴隸。之後亞歷山大在酒宴中喝得酩酊大醉，更讓人放火燒了波斯波利斯的王宮，不過亞歷山大酒醒後反悔，命人熄滅了大火。波斯波利斯悲慘的遭遇與其他向亞歷山大無血開城的城市大大不同，之前向亞歷山大投降的大城市如巴比倫、蘇薩都沒有遭到洗劫。對於亞歷山大如此暴行史書有不同的解釋，有人認為他是故意為波希戰爭中被焚毀的雅典衛城報復，或是酒醉後的衝動，或是亞歷山大他氣憤波斯人不視他自己為大流士三世的合法繼承者。
阿爾塔巴左斯被今日伊朗人視為英雄，在戰場附近的現代城市亞蘇季廣場上有座阿爾塔巴左斯的雕像，以紀念他的英勇事蹟。

## 註腳
1. ↑  D. W. Engels: Alexander the Great and the Logistics of the Macedonian Army, University of California Press, Berkeley and London, 1978, ISBN 0-520-04272-7, pp. 72f. (fn. 7)
2. ↑  阿里安 ,《亞歷山大遠征記》 卷III, 18
3. ↑  西西里的狄奧多羅斯 , 《歷史叢書》  XVII, 68.1
4. ↑  狄奧多羅斯 , 《歷史叢書》  XVII, 68.7
5. ↑  Robinson, Cyril Edward. . Methuen & Company Limited. 1929  [2016年2月25日]. （原始内容存档于2014年7月2日）.
6. 1 2  Farrokh, Kaveh. . Osprey Publishing. 2007年4月24日: 第106頁  [2016年2月25日]. ISBN 9781846031083. （原始内容存档于2014年7月2日）.
7. ↑  D. W. Engels: Alexander the Great and the Logistics of the Macedonian Army, University of California Press, Berkeley and London, 1978, ISBN 0-520-04272-7, 第72頁.
8. ↑  Henry Speck, "Alexander at the Persian Gates. A Study in Historiography and Topography" in: American Journal of Ancient History n.s. 1.1 (2002) 15-234; more... （页面存档备份，存于）.
9. ↑  庫爾蒂烏斯（英语：Quintus Curtius Rufus） , 《Historiarum Alexandri Magni》  5.3.17
10. ↑  Th. Doge, Alexander, Boston and New York, 1890, 第401頁
11. ↑  J. F. C. Fuller, The Generalship of Alexander the Great, London, 1958, 第228頁
12. ↑  N. G. L. Hammond, *Alexander the Great: King, Commander and Statesman, London, 1981, 第185頁
13. ↑  C. Hignett, Xerxes’ Invasion of Greece, Oxford, 1962, 第350頁
14. ↑  伊朗學百科全書 ARIOBARZANES （页面存档备份，存于）
15. ↑  狄奧多羅斯 , 《歷史叢書》  XVII, 68.3
16. ↑  庫爾蒂烏斯 , 《Historiarum Alexandri Magni》  5.3
17. 1 2  Prevas 第17頁
18. ↑  庫爾蒂烏斯 , 《Historiarum Alexandri Magni》  5.13
19. 1 2 3  Prevas 第18頁
20. ↑  庫爾蒂烏斯 , 《Historiarum Alexandri Magni》  5.4.29
21. ↑  阿里安 ,《亞歷山大遠征記》 卷III, 18 5-6
22. ↑  庫爾蒂烏斯 , 《Historiarum Alexandri Magni》  5.3.31-2
23. ↑  Shadows in the Desert: Ancient Persia at War By Kaveh Farrokh 第106頁
24. ↑  Berve, Das Alexanderreich II, 第61頁
25. ↑  A. B. Bosworth, A Historical Commentary on Arrian's History of Alexander I, Oxford, 1980, 第326頁
26. ↑  Wood, Michael. . University of California Press. 1997: 第108頁  [2016-02-25]. ISBN 978-0-520-21307-4. （原始内容存档于2018-03-19）.
27. ↑  Bosworth, A.B. . 1993: 第91頁  [2016-02-25]. ISBN 978-0-521-40679-6. （原始内容存档于2020-06-09）.
28. ↑  Heckel, 第171頁
29. ↑  Burn, 1973, 第121頁
30. ↑  Sarathi Bose, Partha. . Gotham. 2003: 第134頁  [2016-02-25]. ISBN 1-59240-053-1. （原始内容存档于2012-02-08）.
31. ↑  Prevas 第19頁
32. ↑  Prevas 第23頁
33. 1 2  Prevas 第33頁
34. ↑  Prevas 第27頁
35. ↑  Prevas, John. . Da Capo Press. 2005: 第38頁  [2016年2月25日]. ISBN 9780306814426.

## 來源
- A. R. Burn, Alexander the Great and the Middle East, Harmondsworth, 1973.
- W. Heckel, "Alexander at the Persian Gates", Athenaeum 58, 1980.
- 約翰·普瓦斯（John Prevas）, Envy of the Gods: Alexander the Great's Ill-Fated Journey across Asia (USA: Da Capo Press, 2004), ISBN 0-306-81268-1.
- Henry Speck, "Alexander at the Persian Gates. A Study in Historiography and Topography" in: American Journal of Ancient History n.s. 1.1 (2002) 15-234
- A. Stein, Old Routes of Western Iran, London, 1940.
- Rufus, Quintus Curtius; Crosby, William Henry. . D. Appleton and Co. 1858  [2016年2月25日].
- Arrian; Rooke, John. . J. Davis. 1812  [2016年2月25日].